# Gunnar Hållén

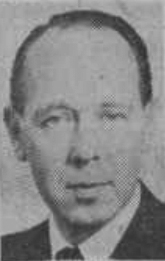
Gunnar Hållén.

Gunnar Evert Fredrik Hållén, född 20 juni 1911 i Örebro, död där 4 juli 1993, var en svensk arkitekt.
Hållén, som var son till överstelöjtnant Knut Hållén och Elsa von Melen, avlade studentexamen i Lund 1931 och utexaminerades från Kungliga Tekniska högskolan 1937. Han anställdes på ett privat arkitektkontor 1937, bedrev egen arkitektverksamhet från 1939 och var innehavare av Gunnar Hållen arkitektkontor i Örebro från 1961. Han var ledamot av byggnadsnämnden i Örebro och styrelseledamot i Ränte- och kapitalförsäkringsanstalten (RKA) i Örebro 1946.